# Wismar
Wismar (in basso tedesco Wismer) è una città che si trova sulle coste del Mar Baltico, nel Land del Meclemburgo-Pomerania Anteriore, in Germania. Essa si trova circa 45 chilometri ad est di Lubecca e 30 chilometri a nord di Schwerin.
In considerazione del suo passato e dell'architettura tipica del gotico baltico, nel 2002 Wismar è stata inserita nell'elenco dei Patrimoni dell'umanità dell'UNESCO, insieme alla vicina città di Stralsund.

## Storia
Probabilmente Wismar ricevette la qualifica di città nel 1229. Nel 1257 il principe Giovanni I di Meclemburgo spostò la capitale dalla Rocca di Meclemburgo a Wismar. Nel 1259 la città strinse un'alleanza con Lubecca e Rostock per una comune difesa contro i pirati, che in quell'epoca infestavano le acque baltiche, patto che più tardi si sviluppò nella Lega Anseatica.
Nel corso del XIII e XIV secolo la città divenne sempre più fiorente, con importanti traffici commerciali e industrie legate alla produzione della lana. Nel 1301 entrò in possesso del Meclemburgo e, nonostante un'epidemia di peste che uccise circa 10 000 persone nel 1376, la città restò prospera fino al XVI secolo.
Nel 1648, in seguito alla Pace di Vestfalia, Wismar passò alla Svezia. Nel 1803 la città venne venduta al Meclemburgo, con la possibilità però da parte svedese di rientrare in possesso del territorio dopo 100 anni. Questa clausola è la ragione per cui Wismar non è entrata a far parte della Dieta dello Stato fino al 1897. Nel 1903, allo scadere del secolo pattuito, la Svezia rinunciò definitivamente alla possibilità che si era riservata. Wismar conserva ancora alcune tracce del suo passato di città libera, per esempio il diritto di possedere ed esporre una propria bandiera.
Fu pesantemente bombardata dall'aviazione alleata durante la seconda guerra mondiale. Fu conquistata dai britannici della 6th Airborne Division e dai canadesi del 1º battaglione paracadutisti il 2 maggio 1945 con l'obbiettivo di frenare l'avanzata sovietica verso la Germania settentrionale e la Danimarca. Nel dopoguerra, in base agli accordi di Yalta, fu inclusa nella zona di occupazione sovietica. Dal 1949 al 1990 fece parte della Repubblica Democratica Tedesca, della quale divenne il secondo porto per importanza dopo Rostock. Nei decenni successivi fu sviluppata l'industria cantieristica, mentre il centro storico, duramente colpito dai bombardamenti, fu parzialmente ricostruito. Nel 2002 il centro storico di Wismar e quello della cittadina di Stralsund sono stati dichiarati Patrimonio dell'Umanità.

## Monumenti e luoghi d'interesse
Il centro storico della città è segnato dall'antica piazza del mercato, la più grande della Germania con i suoi 10 000 metri quadrati e su cui si affacciano edifici costruiti in epoche diversissime fra loro, dal XIV al XIX secolo. Il punto focale della piazza è determinato dalla Wasserkunst, una fontana in ferro battuto importata dai Paesi Bassi nel 1602. Il lato settentrionale della piazza è occupato dal municipio, costruito in stile neoclassico fra il 1817 e il 1819. Un altro notevole edificio fra quelli che si affacciano sulla piazza è il cosiddetto Alter Schwede ("Vecchio Svedese"), eretto intorno al 1380.
La chiesa principale di Wismar era la Marienkirche, eretta nel XIII secolo. Fu distrutta nel corso della seconda guerra mondiale, e le rovine abbattute nel 1960. Resta oggi la torre campanaria, alta 80 metri.
Le chiese di Marienkirche e Nikolaikirche, costruita fra il 1381 e il 1460, sono considerate fra i migliori esempi dell'influenza esercitata dalla chiesa di Santa Maria di Lubecca sulle province nordiche. Un altro edificio religioso di Wismar, risalente agli inizi del XIII secolo, è la St Georgen-Kirche, distrutta durante la seconda guerra mondiale e ricostruita nel 1990, dopo la riunificazione tedesca.
Fra il 1552 e il 1565 venne costruito il Fürstenhof, in origine la residenza del Duca e in seguito delle autorità municipali, restaurato nel 1877 - 1879.

## Wismar nei media
A Wismar sono stati girati il film Nosferatu il vampiro del 1922 e il suo remake del 1979 Nosferatu, il principe della notte. Vi è stata inoltre ambientata e girata la serie televisiva poliziesca SOKO Wismar, in onda dal 2004.

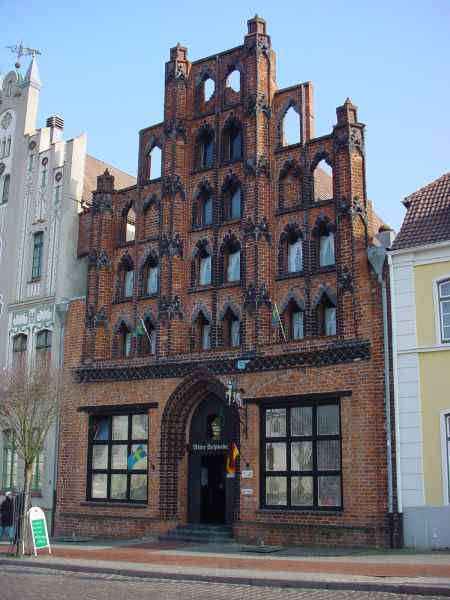
L'Alter Schwede

Bandiera di Wismar, città anseatica (XV secolo).

## Economia
A Wismar ha sede l'azienda German Pellets, il maggior produttore e rivenditore di pellet di legno al mondo. A Wismar si trova il cantiere navale MV Werften, costruito dall'Armata Rossa nel 1946.

## Infrastrutture e trasporti

### Strade
Wismar è servita dalla Bundesautobahn 20 e dalla Bundesautobahn 14.

### Ferrovie
Wismar è dotata di una stazione di testa lungo le linee per Rostock e per Ludwigslust.